# Alberto Pedrero Lozoya
Hugo Alberto Pedrero Lozoya (9 de septiembre de 1995) es un deportista español que compite en piragüismo en la modalidad de aguas tranquilas.
Ganó una medalla de oro en el Campeonato Mundial de Piragüismo de 2019 y una medalla de oro en el Campeonato Europeo de Piragüismo de 2021, ambas en la prueba de C2 200 m.

## Palmarés internacional
| Campeonato Mundial | Campeonato Mundial | Campeonato Mundial | Campeonato Mundial |
| Año                | Lugar              | Medalla            | Competición        |
| ------------------ | ------------------ | ------------------ | ------------------ |
| 2019               | Szeged (Hungría)   | Medalla de oro     | C2 200 m           |
| Campeonato Europeo |                    |                    |                    |
| Año                | Lugar              | Medalla            | Competición        |
| 2021               | Poznań (Polonia)   | Medalla de oro     | C2 200 m           |